# Buszkowice (województwo świętokrzyskie)
Buszkowice – wieś w Polsce położona w województwie świętokrzyskim, w powiecie ostrowieckim, w gminie Ćmielów.
Prywatna wieś szlachecka położona była w drugiej połowie XVI wieku w powiecie sandomierskim województwa sandomierskiego. W latach 1975–1998 miejscowość administracyjnie należała do województwa tarnobrzeskiego.
Wieś sołecka – jednostki pomocnicze gminy Ćmielów w  BIP

## Części wsi
| SIMC    | Nazwa                | Rodzaj    |
| ------- | -------------------- | --------- |
| 0789430 | Kolonie Marianowskie | część wsi |
| 0789447 | Marianów             | część wsi |

## Historia
W początkach XX wieku wieś i folwark w gminie Ćmielów.
- 1921 Spis powszechny w gminie Ćmielów wykazał: Folwark Buszkowice - 4 domy 97 mieszkańców, wieś Buszkowice - 95 domów, 582 mieszkańców w tym 24 wyznania mojżeszowego[8].